# Żona dla Australijczyka

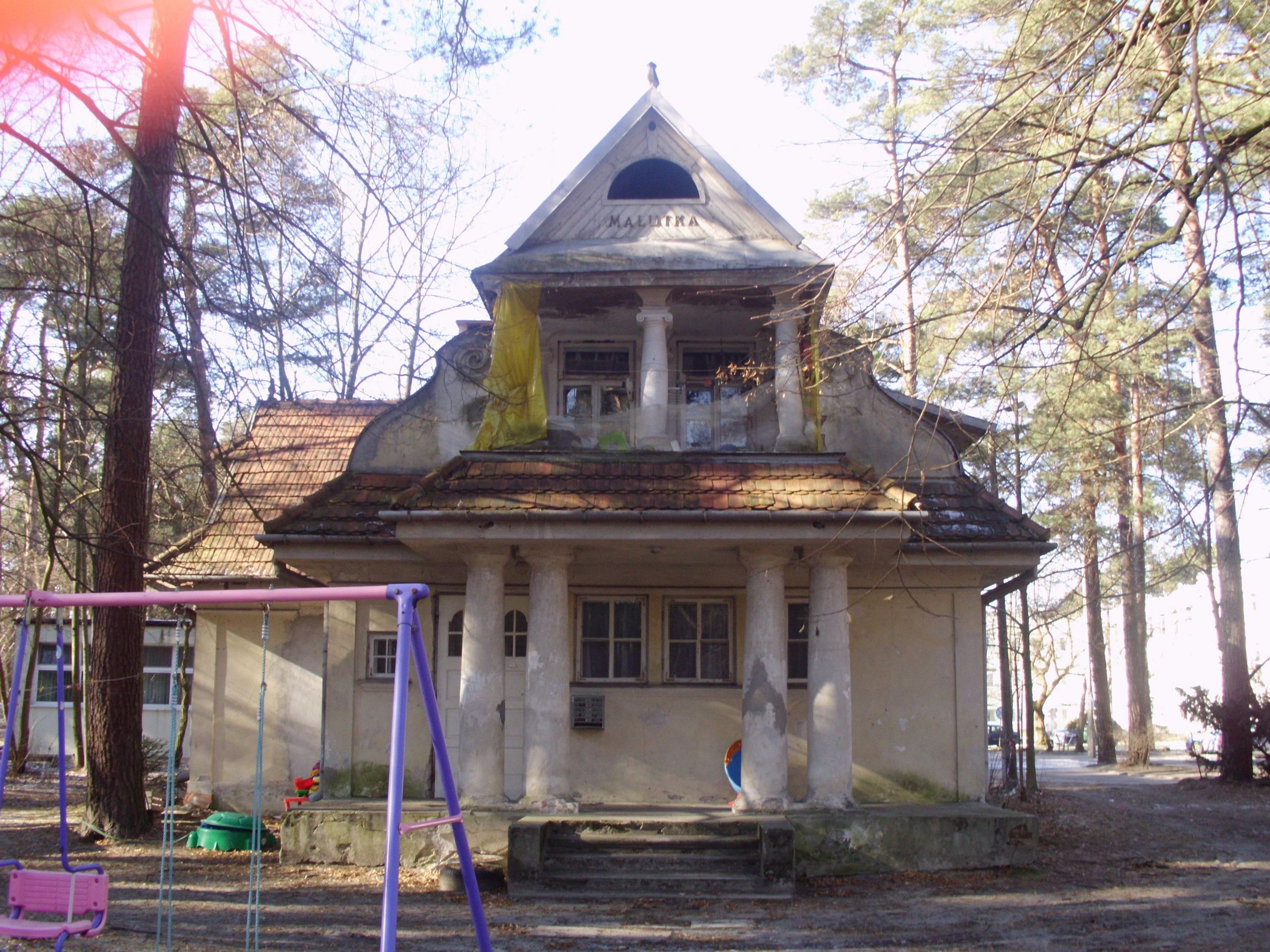
Willa „Malutka” w Konstancinie-Jeziornie, filmowa willa kapitana

Żona dla Australijczyka – polski barwny film komediowy z 1963 w reżyserii Stanisława Barei.
Plenery: Gdańsk (Śródmieście), Konstancin-Jeziorna (willa „Malutka” przy ul. Wierzejewskiego 12), Gdynia (schody z ul. Ejsmonda na Bulwar Nadmorski, koło kortów tenisowych), „MS Batory”.

## Fabuła
Robert, farmer polskiego pochodzenia z Australii, przyjeżdża do Polski na trzy dni, aby znaleźć sobie żonę, a przy okazji odwiedzić kuzyna, kapitana Klementa. Nie zastaje go, ale zatrzymuje się w jego willi. Z pomocą redaktora Michała Żelazkiewicza, który wcześniej wręczył mu do niej klucze, trafia na koncert zespołu Mazowsze i spostrzega Hankę Rębowską, jedną z tancerek. Od razu zakochuje się w niej, porywa ją i różnymi sposobami nakłania ją do małżeństwa i wyjazdu z Polski.

## Obsada
- Wiesław Gołas – Robert
- Elżbieta Czyżewska – Hanka Rębowska
- Edward Dziewoński – redaktor Michał Żelazkiewicz
- Lech Ordon – portier w hotelu
- Mieczysław Czechowicz – kapitan Klement
- Bogumiła Olędzka – Ela, przyjaciółka Hanki z zespołu Mazowsze
- Kazimierz Wichniarz – przewodniczący Miejskiej Rady Narodowej
- Stanisław Wyszyński – urzędnik z Miejskiej Rady Narodowej
- Wiesław Michnikowski – Malinowski, pożyczający po kryjomu rybkę
- Jan Kobuszewski – dostawca z delikatesów